# Opus arcuatum

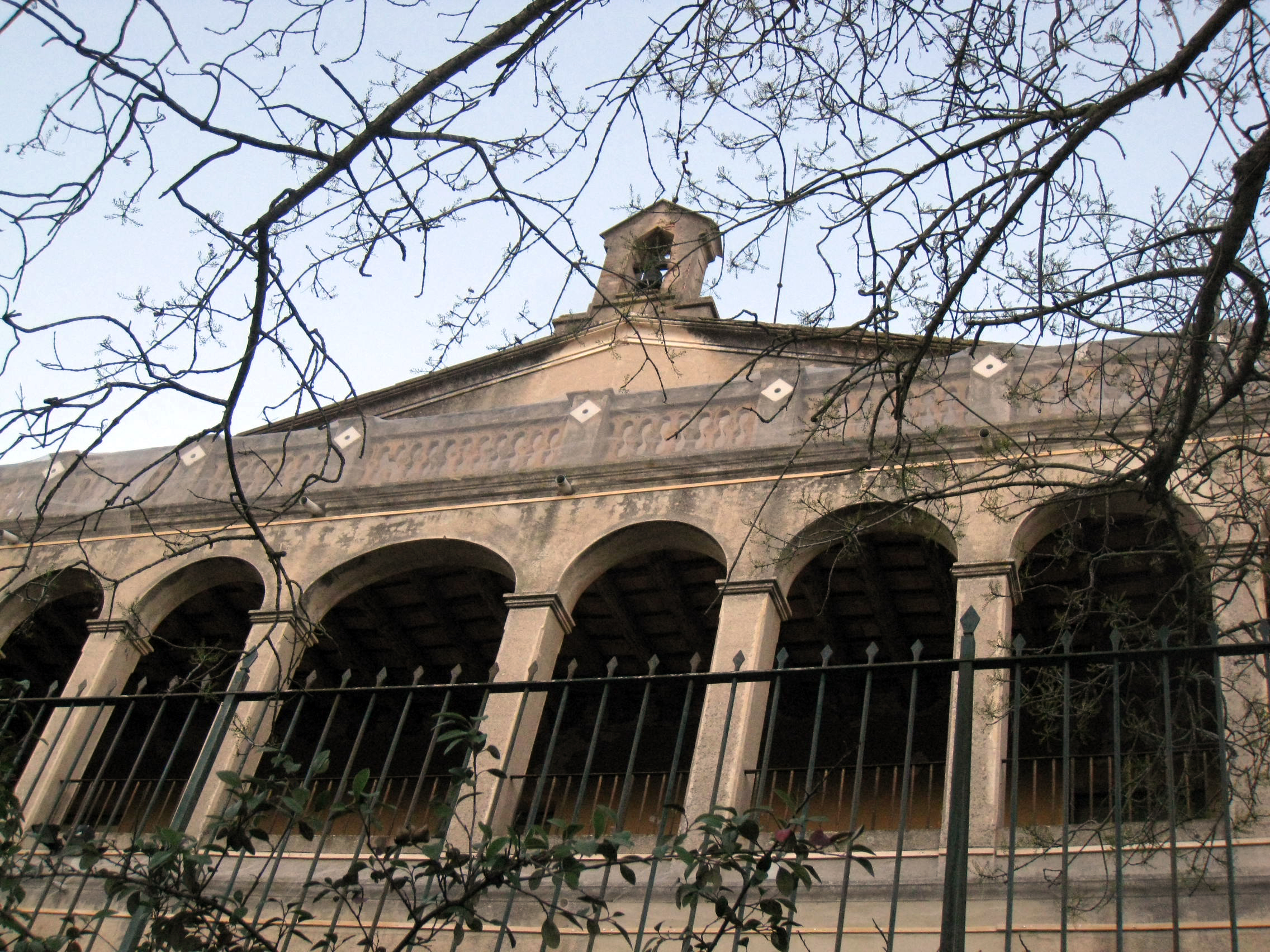
Arcuació a Vil·la Joana, Barcelona

Una  arcuació  o opus arcuatum és una estructura vertical de sustentació formada per una successió d'arcs que es disposa en un sol ordre o en diversos ordres superposats.

## Arcuacions en els aqüeductes romans
Quan una conducció d'aigua ha de travessar una vall o depressió, si la marrada resulta molt costosa, s'eleva el canal sobre una arcuació que permet superar l'obstacle sense que la conducció perdi el pendent adequat. En el nostre temps és freqüent denominar aquestes arcuacions amb el terme «aqüeducte», de manera que es dona lloc a una confusió, doncs aquest terme ha d'emprar per a denominar tot el conjunt complet d'elements que integren una conducció.

### Terminologia llatina

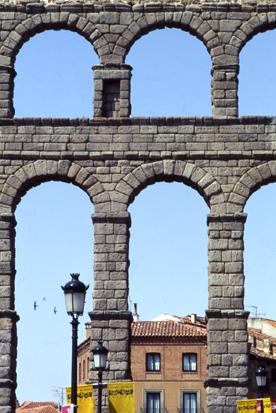
Arcuació anomenada «Pont del diable» en l'aqüeducte de Segòvia

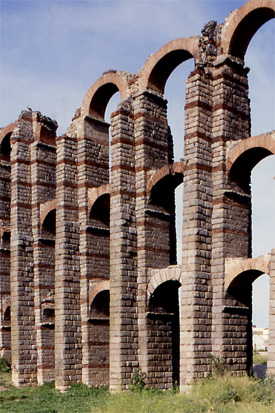
Arcuació anomenada «Los Milagros» en un dels aqüeductes de Mèrida (Badajoz)

Vitruvi, que dedica a la conducció de l'aigua el vuitè dels De arquitectura libri X, no fa al·lusió concreta a aquest tipus d'obra, sinó que l'inclou en el més general de substructio, és a dir, una construcció que serveix de suport o base a una altra estructura, en aquest cas el canal de la conducció. Frontí sí que estableix diferències d'ús entre substructio, terme amb el qual designa un mur de suport per al canal, i arcuatio, o bé opus arcuatum, amb els quals designa les arcuacions en els termes en què han estat definides a dalt. Arcuatio és un terme que només apareix esmentat per Frontí, mentre que opus arcuatum és usat per altres autors. Per exemple, l'empra Plini el Jove, governador de Bitínia, en una carta a l'emperador Trajà (10,37.2), en la qual tracta sobre els problemes de la construcció d'un aqüeducte a Nicomèdia.

### Tipologia estructural
Les arcuacions poden basar-se en dos principis estructurals:
- Un, del qual és exemple la de l'aqüeducte de Segòvia, concep l'arcuació com un mur que ha estat alleugerit per obertures rematades per arcs. Cada arc, solidàriament amb els altres, sustenta l'arcuació i aquesta, el canal de conducció.
- El segon principi és el de l'anomenat aqüeducte de Los Milagros a Mèrida (Extremadura). Segons ell, una alineació de pilars sosté el pes del canal i l'aigua que transporta. Els arcs serveixen solament per a apuntalar els pilars i fer-los solidaris entre si. Només els de l'ordre superior contribueixen a la sustentació del canal. Presumiblement l'art hispà-musulmà imita aquest sistema en la construcció de la Mesquita de Còrdova.

És possible que aquestes estructures es combinin en obres mixtes. Un exemple d'elles és l'anomenat «aqüeducte II» d'Almuñécar. Consta d'una arcuació del tipus Segòvia que en les obertures de major altura —els tres centrals— es reforcen amb arcs de suport que baixen en pilastres adossades als pilars principals.
El comportament d'ambdós tipus davant els esfondraments és molt diferent. En el «tipus Segòvia» el trencament d'un arc pot provocar un important dany en el conjunt de l'obra. En el «tipus Mèrida», en canvi, el trencament d'un o diversos arcs pot afeblir el conjunt, però els pilars es mantenen íntegres durant el temps suficient per possibilitar les reparacions necessàries (i fins i tot per sobreviure als segles).

### Tècniques constructives: aparells
Les tècniques de construcció de les arcuacions són variades. Per a les obres en les quals es persegueix una imatge prestigiosa del poder romà, s'empren els carreus de pedra (opus quadratum), però el més usual és l'ús de tècniques de construcció més fàcils i barates. Se solen usar els materials locals, el transport no és massa costós. L'aplicació del formigó (opus caementicium) facilitar la difusió massiva d'aquest tipus d'obres. Per protegir el formigó es recobreix de paraments de maçoneria (opus incertum), de maó (opus testaceum) o de carreus. Si bé és possible trobar arcuacions construïdes totes amb maçoneria, no ocorre el mateix amb el maó, que només apareix com a revestiment del formigó.
La tècnica de construcció del formigó revestit consisteix a anar aixecant primer els paraments exteriors per bandes o filades. Després s'omple l'espai que queda entre ells amb tongades de ciment de calç i sorra en el qual es van incrustant peces de pedra irregulars (caementa).
Existeixen tècniques mixtes: al pont del Gard, que forma part de l'aqüeducte que proveïa Nemausus, avui Nimes, a França, tota l'estructura és de carreus, excepte el canal, que és de maçoneria. En l'arcuació de Los Milagros, a Mèrida, alternen en el revestiment del nucli de formigó dels pilars grups de cinc filades de carreus de granit amb altres compostos pel mateix nombre de filades de maó vermell. Les verdugades de maó donen a l'obra un interessant efecte cromàtic, a part de la utilitat pràctica d'enrasar a nivell l'obra periòdicament. Els arcs que aguanten els pilars són també de maó, excepte el que es troba sobre el canal d'estiatge del riu Albarregas, sobre el vall vola l'arcuació. Aquest últim és de dovelles de granit acuradament llaurades.

### Una solució alternativa per les arcuacions
Al paratge conegut com Els Bañales, en terme d'Uncastillo (Saragossa, Aragó), es conserva avui una alineació de 32 pilars (a l'Antiguitat van haver de ser molts més) construïts en carreus de pedra toscament llaurats que se succeeixen amb intervals fixos de quatre metres. En cap moment no van sostenir cap arc. Van formar part d'una conducció el destí de la qual és ben conegut. El carreu superior de cada pilar porta una entalladura que va servir de suport al canal. El tercer o quart carreu des de dalt porta una canaleta que es tanca amb el carreu immediat, de manera que el pilar queda perforat. No hi ha altra possibilitat, sinó que el canal fora de fusta i se subjectés amb cordes o corretges a manera de tirants fixades a les perforacions dels pilars. Els canals de fusta per a la conducció d'aigua estan testificats per Faventí en la seva obra De diuersis fabricis architectonicae, per la qual cosa cal considerar aquesta solució com posterior al segle IV de l'era.

## Nota
1. ↑  Lourdes Roldán Gómez. El ladrillo y sus derivados en la época romana.  Casa de Velázquez, 1999, p. 265–. ISBN 978-84-7477-747-5 [Consulta: 27 desembre 2011].
2. ↑   Diccionario de Arte II (en castellà).  Barcelona: Biblioteca de Consulta Larousse. Spes Editorial SL (RBA), 2003, p.132. DL M-50.522-2002. ISBN 84-8332-391-5 [Consulta: 6 desembre 2014].